# اچ‌ام‌اس پویکتیرس (۱۸۰۹)
اچ‌ام‌اس پویکتیرس (۱۸۰۹) (به انگلیسی: HMS Poictiers (1809)) یک کشتی بود که طول آن ۱۷۶ فوت (۵۳٫۶ متر) بود. این کشتی در سال ۱۸۰۹ ساخته شد.